# Atara (Bibel)
Atara ist im Alten Testament im 1. Buch der Chronik die zweite Ehefrau des Jerachmeel, des Sohnes Hezrons Sie ist die Mutter von Onam (1 Chr 2,26 ).
Der hebräische Personenname עֲטָרָה ‘ǎtārāh ist ein Einwortname und bedeutet „Krone“. Die Septuaginta gibt den Namen als Αταρα Atara wieder, die Vulgata als Atara.
Im Palästinischen Talmud (Traktat Sanhedrin, Kap. 2) wird diskutiert, warum, wenn Jerachmeel der Erstgeborene Hezrons ist, da er in 1 Chr 2,9  zuerst genannt wird, die Stammlinie über seinen jüngeren Bruder Ram fortgesetzt wird. Als Begründung wird angeführt: „er heiratete eine kanaannäische Frau um sich mit ihr zu krönen“. Dies ist eine Anspielung auf den Namen Atara („Krone“).